# Liste des lieux patrimoniaux de Central Coast
Cet article recense les lieux patrimoniaux du district régional de Central Coast inscrit au répertoire des lieux patrimoniaux du Canada, qu'ils soient de niveau provincial, fédéral ou municipal.

## Liste des lieux patrimoniaux
| [ 1 ] | Lieu patrimonial                         | Illustration                             | Municipalité    | Adresse                                 | Coordonnées      | No    | Constr. | Prot. | Rec. | Notes |
| ----- | ---------------------------------------- | ---------------------------------------- | --------------- | --------------------------------------- | ---------------- | ----- | ------- | ----- | ---- | ----- |
| F     | Première traversée de l'Amérique du Nord | Première traversée de l'Amérique du Nord | Central Coast A | Parc provincial Sir-Alexander-Mackenzie | 52.3741 -126.773 | 14662 |         | LHN   | 1924 |       |